# Filmjahr 1991
Liste der Filmjahre

◄◄ | ◄ | 1987 | 1988 | 1989 | 1990 | Filmjahr 1991 | 1992 | 1993 | 1994 | 1995 | ► | ►►

Weitere Ereignisse

## Ereignisse
- 17. Januar: Der Film Kevin – Allein zu Haus mit Macaulay Culkin und Joe Pesci läuft in deutschen Kinos an.
- 30. Januar: Premiere von Das Schweigen der Lämmer. Nach Es geschah in einer Nacht und Einer flog über das Kuckucksnest ist dies der dritte Film, der Oscars in den fünf wichtigsten Kategorien (bester Film, beste Regie, bestes Drehbuch, bester Hauptdarsteller und beste Hauptdarstellerin) gewinnen konnte.
- 27. Februar – Die Filmstiftung Nordrhein-Westfalen wird gegründet.
- 15. August – Der Filmpark Babelsberg wird eröffnet.
- 13. September – Die erste Episode der US-Zeichentrickserie Die Simpsons wird in Deutschland ausgestrahlt.
- Das Filmfestival Cottbus – Festival des osteuropäischen Films findet erstmals statt.
- Die Sieger der BRAVO Otto Leserwahl 1991:
  - Kategorie – männliche Filmstars: Gold Kevin Costner, Silber Arnold Schwarzenegger, Bronze Patrick Swayze
  - Kategorie – weibliche Filmstars: Gold Julia Roberts, Silber Linda Hamilton, Bronze Kirstie Alley

## Top 10 der erfolgreichsten Filme

### Weltweit
Die zehn erfolgreichsten Filme an den US-amerikanischen Kinokassen nach Einspielergebnis.
| Platz           | Filmtitel                           | Einspielergebnis in US-Dollar |             |
| --------------- | ----------------------------------- | ----------------------------- | ----------- |
| 1.              | Terminator 2: Judgment Day          | 520.881.154                   | [ 1 ]       |
| 2.              | Robin Hood: Prince of Thieves       | 390.493.908                   | [ 2 ]       |
| 3.              | Beauty and the Beast                | 346.317.207                   | [ 3 ] [ 4 ] |
| 4.              | Hook                                | 300.854.823                   | [ 2 ]       |
| 5.              | The Silence of the Lambs            | 272.742.922                   | [ 2 ]       |
| 6.              | JFK                                 | 205.405.498                   | [ 2 ]       |
| 7.              | The Naked Gun 2½: The Smell of Fear | 192.230.411                   | [ 5 ]       |
| 8.              | The Addams Family                   | 191.502.426                   | [ 2 ]       |
| 9.              | Cape Fear                           | 182.291.969                   | [ 2 ]       |
| 10.             | Hot Shots!                          | 181.096.164                   | [ 2 ]       |
| Kinostarts 1991 |                                     |                               |             |

### In Deutschland
Die zehn erfolgreichsten Filme an den deutschen Kinokassen nach Besucherzahlen:
| Platz | Filmtitel                           | Besucher  |
| ----- | ----------------------------------- | --------- |
| 1.    | Der mit dem Wolf tanzt              | 6.863.688 |
| 2.    | Kevin – Allein zu Haus              | 6.540.265 |
| 3.    | Robin Hood – König der Diebe        | 4.924.898 |
| 4.    | Terminator 2 – Tag der Abrechnung   | 4.654.009 |
| 5.    | Die nackte Kanone 2½                | 4.145.182 |
| 6.    | Nicht ohne meine Tochter            | 4.105.038 |
| 7.    | Das Schweigen der Lämmer            | 3.968.245 |
| 8.    | Hot Shots! – Die Mutter aller Filme | 3.950.057 |
| 9.    | Pappa ante portas                   | 3.543.512 |
| 10.   | Bernard und Bianca im Känguruland   | 3.087.532 |

## Filmpreise

### Golden Globe Award
Am 19. Januar findet im Beverly Hilton Hotel in Los Angeles die Golden-Globe-Verleihung statt.
- Bestes Drama: Der mit dem Wolf tanzt von Kevin Costner
- Bestes Musical/Komödie: Green Card – Schein-Ehe mit Hindernissen von Peter Weir
- Bester Schauspieler (Drama): Jeremy Irons in Die Affäre der Sunny von B.
- Beste Schauspielerin (Drama): Kathy Bates in Misery
- Bester Schauspieler (Musical/Komödie): Gérard Depardieu in Green Card – Schein-Ehe mit Hindernissen
- Beste Schauspielerin (Musical/Komödie): Julia Roberts in Pretty Woman
- Bester Nebendarsteller: Bruce Davison in Freundschaft fürs Leben
- Beste Nebendarstellerin: Whoopi Goldberg in Ghost – Nachricht von Sam
- Bester Regisseur: Kevin Costner für Der mit dem Wolf tanzt
- Cecil B. DeMille Award: Jack Lemmon

### Oscar
Die Oscarverleihung findet am 25. März im Shrine Civic Auditorium in Los Angeles statt. Moderator ist Billy Crystal
- Bester Film: Der mit dem Wolf tanzt von Jim Wilson und Kevin Costner
- Bester Hauptdarsteller: Jeremy Irons in Die Affäre der Sunny von B.
- Beste Hauptdarstellerin: Kathy Bates in Misery
- Bester Regisseur: Kevin Costner für Der mit dem Wolf tanzt
- Bester Nebendarsteller: Joe Pesci in GoodFellas – Drei Jahrzehnte in der Mafia
- Beste Nebendarstellerin: Whoopi Goldberg in Ghost – Nachricht von Sam
- Beste Filmmusik: John Barry für Der mit dem Wolf tanzt
- Bester fremdsprachiger Film: Reise der Hoffnung von Xavier Koller
- Ehrenoscar: Sophia Loren und Myrna Loy

Vollständige Liste der Preisträger

### Internationale Filmfestspiele von Cannes 1991
Das Festival beginnt am 9. Mai und endet am 20. Mai. Die Jury unter Präsident Roman Polański vergibt folgende Preise:
- Goldene Palme: Barton Fink von Joel Coen
- Bester Schauspieler: John Turturro in Barton Fink
- Beste Schauspielerin: Irène Jacob in Die zwei Leben der Veronika
- Beste Regie: Joel Coen für Barton Fink
- Großer Preis der Jury: Die schöne Querulantin von Jacques Rivette

### Internationale Filmfestspiele Berlin 1991
Das Festival beginnt am 15. Februar und endet am 26. Februar. Die Jury unter Präsident Volker Schlöndorff vergibt folgende Preise:
- Goldener Bär: Haus der Freuden (La casa del sorriso) von Marco Ferreri
- Bester Schauspieler: Maynard Eziashi in Mister Johnson
- Beste Schauspielerin: Victoria Abril in Amantes
- Bester Regisseur: Jonathan Demme für Das Schweigen der Lämmer und Ricky Tognazzi für Ultra

### Filmfestspiele von Venedig
Das Festival beginnt am 3. September und endet am 14. September. Die Jury unter Präsident Gian Luigi Rondi vergibt folgende Preise:
- Goldener Löwe: Urga von Nikita Michalkow
- Bester Schauspieler: River Phoenix in My Private Idaho
- Beste Schauspielerin: Tilda Swinton in Edward II

### Europäischer Filmpreis
Der Europäische Filmpreis wurde am 1. Dezember in Potsdam-Babelsberg verliehen.
- Bester Film: Riff-Raff von Ken Loach
- Bester Schauspieler: Michel Bouquet in Toto der Held von Jaco Van Dormael
- Beste Schauspielerin: Clotilde Courau in Der kleine Gangster von Jacques Doillon
- Bester Nebendarsteller: Ricky Memphis in Ultra von Ricky Tognazzi
- Beste Nebendarstellerin: Marta Keler in Virdzina von Srdjan Karanovic

### Deutscher Filmpreis
- Bester Film: Malina von Werner Schroeter
- Beste Regie: Werner Schroeter für Malina
- Beste Hauptdarstellerin: Isabelle Huppert für Malina, Gisela May und Ilse Werner für Die Hallo-Sisters
- Bester Hauptdarsteller: Michael Gwisdek für Der Tangospieler und Harald Juhnke für Die Hallo-Sisters

### César
- Bester Film: Cyrano von Bergerac von Jean-Paul Rappeneau
- Bester Regie: Jean-Paul Rappeneau für Cyrano von Bergerac
- Bester Hauptdarsteller: Gérard Depardieu für Cyrano von Bergerac
- Beste Hauptdarstellerin: Anne Parillaud für Nikita
- Bester Nebendarsteller: Jacques Weber für Cyrano von Bergerac
- Beste Nebendarstellerin: Dominique Blanc für Eine Komödie im Mai
- Bester ausländischer Film: Der Club der toten Dichter von Peter Weir

### British Academy Film Award
- Bester Film: GoodFellas – Drei Jahrzehnte in der Mafia von Martin Scorsese
- Beste Regie: Martin Scorsese für GoodFellas – Drei Jahrzehnte in der Mafia
- Bester Hauptdarsteller: Philippe Noiret für Cinema Paradiso
- Beste Hauptdarstellerin: Jessica Tandy für Miss Daisy und ihr Chauffeur
- Bester Nebendarsteller: Salvatore Cascio für Cinema Paradiso
- Beste Nebendarstellerin: Whoopi Goldberg für Ghost – Nachricht von Sam
- Bester nicht-englischsprachiger Film: Cinema Paradiso von Giuseppe Tornatore

### New York Film Critics Circle Award
- Bester Film: Das Schweigen der Lämmer von Jonathan Demme
- Beste Regie: Jonathan Demme für Das Schweigen der Lämmer
- Bester Hauptdarsteller: Anthony Hopkins in Das Schweigen der Lämmer
- Beste Hauptdarstellerin: Jodie Foster in Das Schweigen der Lämmer
- Bester Nebendarsteller: Samuel L. Jackson in Jungle Fever
- Beste Nebendarstellerin: Judy Davis in Naked Lunch und Barton Fink
- Beste Kamera: Roger Deakins für Barton Fink
- Bester ausländischer Film: Hitlerjunge Salomon von Agnieszka Holland

### National Board of Review
- Bester Film: Das Schweigen der Lämmer von Jonathan Demme
- Beste Regie: Jonathan Demme für Das Schweigen der Lämmer
- Bester Hauptdarsteller: Warren Beatty in Bugsy
- Beste Hauptdarstellerin: Geena Davis und Susan Sarandon in Thelma & Louise
- Bester Nebendarsteller: Anthony Hopkins in Das Schweigen der Lämmer
- Beste Nebendarstellerin: Kate Nelligan in Frankie & Johnny
- Bester fremdsprachiger Film: Hitlerjunge Salomon von Agnieszka Holland

### Los Angeles Film Critics Association Awards
- Bester Film: Bugsy von Barry Levinson
- Beste Regie: Barry Levinson für Bugsy
- Bester Hauptdarsteller: Nick Nolte in Herr der Gezeiten
- Beste Hauptdarstellerin: Mercedes Ruehl in König der Fischer
- Bester Nebendarsteller: Michael Lerner in Barton Fink
- Beste Nebendarstellerin: Jane Horrocks in Life is Sweet
- Bester fremdsprachiger Film: Die schöne Querulantin von Jacques Rivette

### Jupiter
- Bester Film international: Der Club der toten Dichter von Peter Weir
- Bester Regisseur: Oliver Stone für Geboren am 4. Juli
- Bester Darsteller: Robin Williams in Der Club der toten Dichter
- Beste Darstellerin: Julia Roberts in Pretty Woman

### Weitere Filmpreise und Auszeichnungen
- AFI Life Achievement Award: Kirk Douglas
- Amanda: Hermann und der König von Belgien von Erik Gustavson (Bester norwegischer Film), Judou von Zhang Yimou
- American Comedy Awards: Macaulay Culkin in Kevin – Allein zu Haus (Lustigster Hauptdarsteller), Meryl Streep in Grüße aus Hollywood (Lustigste Hauptdarstellerin), Al Pacino in Dick Tracy (Lustigster Nebendarsteller), Whoopi Goldberg in Ghost – Nachricht von Sam (Lustigste Nebendarstellerin)
- American Society of Cinematographers Award: Allen Daviau für Bugsy
- Australian Film Institute Award: Proof – Der Beweis von Jocelyn Moorhouse
- David di Donatello: Mediterraneo und Am Ende des Tages (Bester italienischer Film) und Cyrano von Bergerac und Hamlet (Bester ausländischer Film)
- Directors Guild of America Award: Kevin Costner für Der mit dem Wolf tanzt
- Ernst-Lubitsch-Preis: Manfred Krug für sein Gesamtwerk
- Evening Standard British Film Award: Die Krays von Peter Medak
- Genie Award: Black Robe – Am Fluß der Irokesen von Bruce Beresford
- Goya 1991: Ay Carmela! – Lied der Freiheit von Carlos Saura
- Guldbagge: Guten Abend, Herr Wallenberg von Kjell Grede
- Independent Spirit Awards 1991: Grifters von Stephen Frears (Bester Film) und Sweetie von Jane Campion (Bester ausländischer Film)
- Konrad-Wolf-Preis: Katharina Thalbach
- Louis-Delluc-Preis: Die siebente Saite von Alain Corneau
- Nastro d’Argento: Offene Türen von Gianni Amelio und Nikita von Luc Besson
- National Society of Film Critics Award: GoodFellas – Drei Jahrzehnte in der Mafia von Martin Scorsese
- People’s Choice Award: Ghost – Nachricht von Sam von Jerry Zucker (Bestes Filmdrama), Pretty Woman von Garry Marshall (Beste Filmkomödie), Mel Gibson (populärster Schauspieler), Julia Roberts (populärste Schauspielerin)
- Political Film Society Award für Demokratie: Stadt der Hoffnung von John Sayles
- Political Film Society Award für Frieden: Boyz n the Hood – Jungs im Viertel von John Singleton
- Political Film Society Award für Menschenrechte: Boyz n the Hood – Jungs im Viertel von John Singleton
- Preis der deutschen Filmkritik: Karniggels von Detlev Buck
- Robert: Laß die Eisbären tanzen von Birger Larsen (Bester dänischer Film), Cinema Paradiso von Giuseppe Tornatore (Bester ausländischer Film)
- Festival Internacional de Cine de San Sebastián: Schmetterlingsflügel von Juanma Bajo Ulloa (Goldene Muschel)
- Sundance Film Festival: Poison von Todd Haynes (Großer Preis der Jury)
- Toronto International Film Festival: König der Fischer von Terry Gilliam (Publikumspreis)
- Vancouver International Film Festival: Martha und ich von Jirí Weiss
- Internationales Filmfestival Warschau: Die zwei Leben der Veronika von Krzysztof Kieślowski (Publikumspreis)
- Writers Guild of America Award: Avalon von Barry Levinson (Bestes Originaldrehbuch), Der mit dem Wolf tanzt von Michael Blake (Bestes adaptiertes Drehbuch)

## Geburtstage

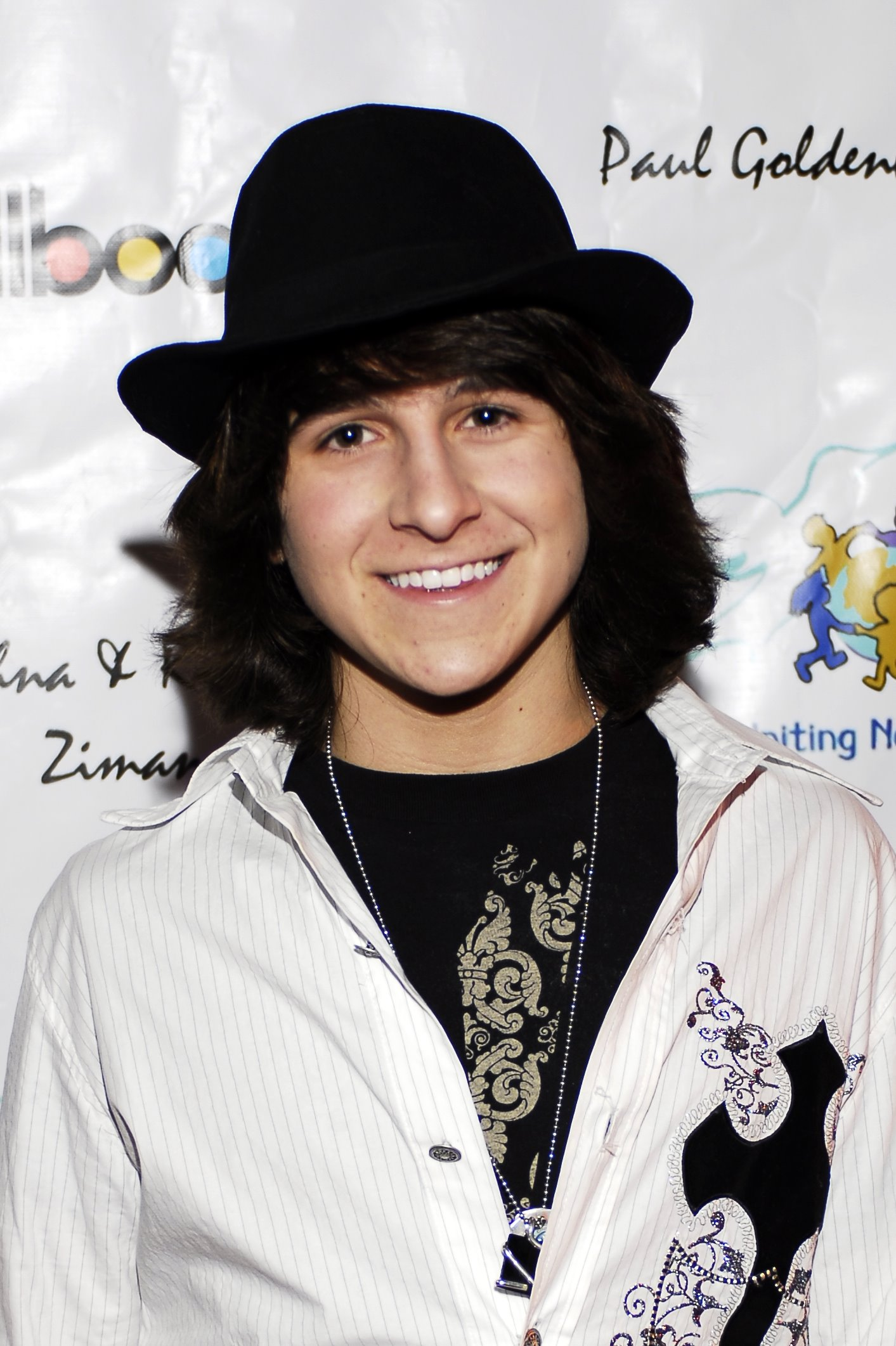
Mitchel Musso (* 9. Juli)

Florian Wünsche (* 18. Juli)

### Januar bis März
Januar
- 07. Januar: Max Morrow, kanadischer Schauspieler

Februar
- 05. Februar: Henriette Confurius, deutsch-niederländische Schauspielerin
- 10. Februar: Emma Roberts, US-amerikanische Schauspielerin
- 13. Februar: Noah Saavedra, österreichischer Filmschauspieler
- 18. Februar: Malese Jow, US-amerikanische Schauspielerin
- 21. Februar: Joe Alwyn, britischer Schauspieler
- 28. Februar: Sarah Bolger, irische Schauspielerin

### April bis Juni
April
- 10. April: Luisa Charlotte Schulz, deutsche Schauspielerin, Sängerin, Comedienne
- 21. April: Frank Dillane, britischer Schauspieler
- 28. April: Aleisha Allen, US-amerikanische Schauspielerin

Mai
- 14. Mai: Stella Hinrichs, deutsche Schauspielerin

Juni
- 04. Juni: Jordan Hinson, US-amerikanische Schauspielerin
- 18. Juni: Willa Holland, US-amerikanische Schauspielerin
- 19. Juni: Charlotte Bellmann, deutsche Schauspielerin
- 27. Juni: Madylin Sweeten, US-amerikanische Schauspielerin
- 29. Juni: Addison Timlin, US-amerikanische Schauspielerin

### Juli bis September
Juli
- 03. Juli: Grant Rosenmeyer, US-amerikanischer Schauspieler
- 06. Juli: Hazel Franke, deutsche Schauspielerin
- 06. Juli: Victoire Thivisol, französische Schauspielerin
- 07. Juli: Eve Hewson, irische Schauspielerin
- 09. Juli: Kai Michael Müller, deutscher Schauspieler
- 09. Juli: Mitchel Musso, US-amerikanischer Schauspieler
- 09. Juli: Jonas Wandschneider, dänischer Schauspieler
- 12. Juli: Erik Per Sullivan, US-amerikanischer Schauspieler
- 16. Juli: Randall Bentley, US-amerikanischer Schauspieler
- 18. Juli: Florian Wünsche, deutscher Schauspieler

August
- 05. August: Brooke Marie Bridges, US-amerikanische Schauspielerin
- 14. August: Charlotte Nicdao, australische Schauspielerin
- 17. August: Austin Butler, US-amerikanischer Schauspieler
- 26. August: Dylan O’Brien, US-amerikanischer Schauspieler

September
- 04. September: Carter Jenkins, US-amerikanischer Schauspieler
- 09. September: Kelsey Chow, US-amerikanische Schauspielerin
- 19. September: Sem Veeger, niederländische Schauspielerin
- 20. September: Spencer Locke, US-amerikanische Schauspielerin
- 24. September: Nina Gummich, deutsche Schauspielerin
- 24. September: Julia Krombach, deutsche Schauspielerin
- 25. September: Emmy Clarke, US-amerikanische Schauspielerin
- 25. September: Shin Lim, kanadisch-US-amerikanischer Magier und Kartenkünstler

### Oktober bis Dezember
Oktober
- 06. Oktober: Roshon Fegan, US-amerikanischer Schauspieler und Sänger
- 17. Oktober: Tessa James, australische Schauspielerin
- 18. Oktober: Tyler Posey, US-amerikanischer Schauspieler
- 23. Oktober: Sophie Oda, US-amerikanische Schauspielerin
- 31. Oktober: Jordan-Claire Green, US-amerikanische Schauspielerin

November
- 04. November: Bee Vang, US-amerikanischer Schauspieler
- 06. November: Iris Mareike Steen, deutsche Schauspielerin
- 14. November: Graham Patrick Martin, US-amerikanischer Schauspieler

Dezember
- 23. Dezember: Sofia Black-D’Elia, US-amerikanische Schauspielerin
- 26. Dezember: Eden Sher, US-amerikanische Schauspielerin
- 27. Dezember: Jimi Blue Ochsenknecht, deutscher Schauspieler und Musiker

### Genaues Geburtsdatum unbekannt
- Maresi Riegner, österreichische Schauspielerin
- David Schütter, deutscher Schauspieler
- Susanne Wiesner, deutsche Schauspielerin, Musikerin und Fernsehmoderatorin

## Verstorbene

### Januar bis März
Januar

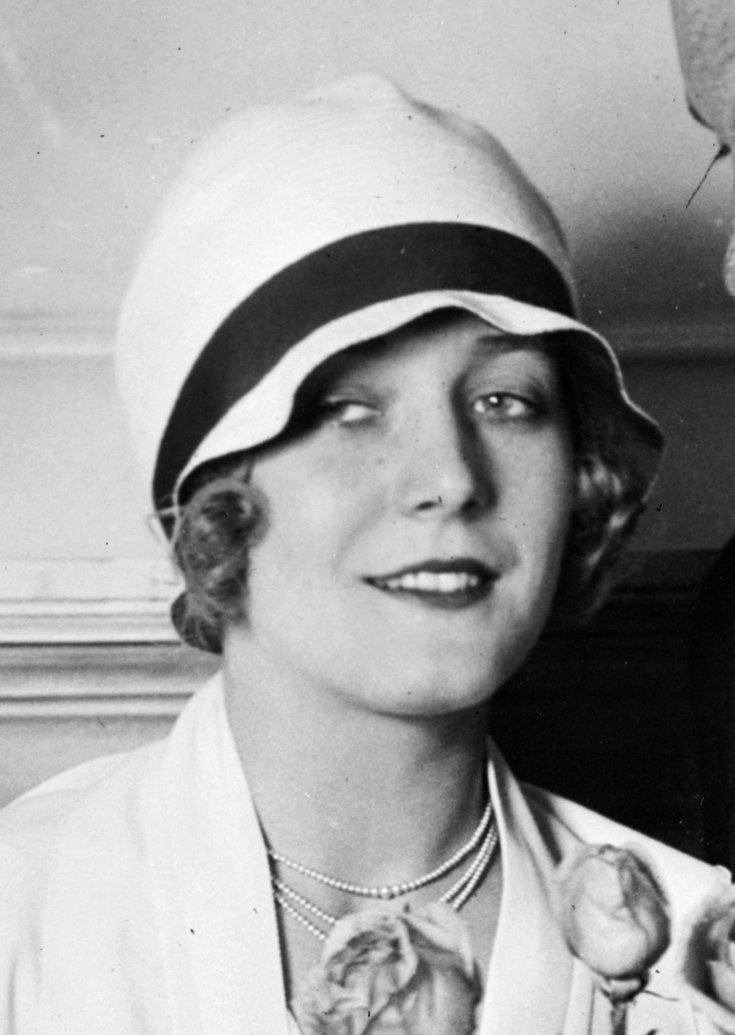
Vilma Bánky (1901–1991)

- 04. Januar: Richard Maibaum, US-amerikanischer Drehbuchautor (* 1909)
- 10. Januar: Malte Jaeger, deutscher Schauspieler (* 1911)
- 11. Januar: Sepp Ketterer, deutscher Kameramann (* 1899)
- 12. Januar: Keye Luke, US-amerikanischer Schauspieler (* 1904)
- 14. Januar: Heli Finkenzeller, deutsche Schauspielerin (* 1914)
- 19. Januar: John Russell, US-amerikanischer Schauspieler (* 1921)
- 23. Januar: Annie Markart, deutsche Schauspielerin (* 1907)
- 25. Januar: Lilian Bond, britische Schauspielerin (* 1908)
- 30. Januar: John McIntire, US-amerikanischer Schauspieler (* 1907)

Februar
- 02. Februar: Natalie Kingston, US-amerikanische Schauspielerin (* 1905)
- 05. Februar: Dean Jagger, US-amerikanischer Schauspieler (* 1903)
- 07. Februar: Werner Fuetterer, deutscher Schauspieler (* 1907)
- 22. Februar: Ladislav Fialka, tschechoslowakischer Schauspieler (* 1931)

März
- 05. März: Salvo Randone, italienischer Schauspieler (* 1906)
- 13. März: Göran Strindberg, schwedischer Kameramann (* 1917)
- 16. März: Trude Herr, deutsche Schauspielerin (* 1927)
- 18. März: Vilma Bánky, ungarische Schauspielerin (* 1901)

### April bis Juni
April

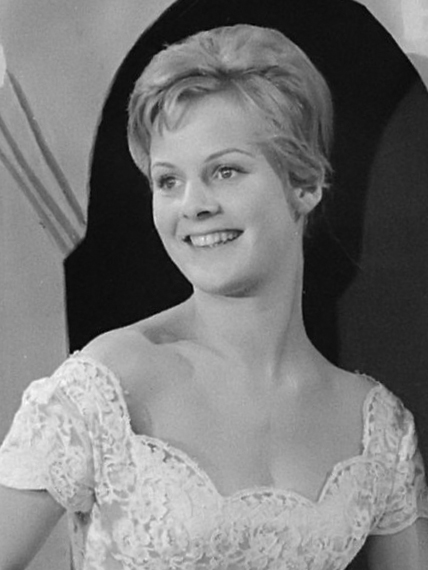
Heidi Brühl (1942–1991)

- 06. April: David Lean, britischer Regisseur (* 1908)
- 09. April: Maurice Binder, Gestalter des James-Bond-Vorspanns (* 1925)
- 10. April: Erich Fritze, deutscher Schauspieler und Synchronsprecher (* 1923)
- 10. April: Kevin Peter Hall, US-amerikanischer Schauspieler (* 1955)
- 10. April: Natalie Schafer, US-amerikanische Schauspielerin (* 1900)
- 26. April: Carmine Coppola, US-amerikanischer Komponist (* 1910)
- 26. April: Ezio Marano, italienischer Schauspieler (* 1927)
- 29. April: Ken Curtis, US-amerikanischer Country-Sänger sowie Schauspieler (* 1916)

Mai
- 01. Mai: Richard Thorpe, US-amerikanischer Regisseur (* 1896)
- 07. Mai: Wolfgang Reichmann, deutscher Schauspieler (* 1932)
- 15. Mai: Ronald Lacey, britischer Schauspieler (* 1935)
- 30. Mai: Joe Berger, österreichischer Schauspieler (* 1939)

Juni
- 08. Juni: Heidi Brühl, deutsche Schauspielerin (* 1941)
- 14. Juni: Peggy Ashcroft, britische Schauspielerin (* 1907)
- 16. Juni: Adina Mandlová, tschechische Schauspielerin (* 1910)
- 19. Juni: Jean Arthur, US-amerikanische Schauspielerin (* 1900)
- 23. Juni: Michael Pfleghar, deutscher Filmregisseur (* 1933)
- 26. Juni: Wolfgang Zilzer, deutsch-amerikanischer Schauspieler (* 1901)
- 28. Juni: Nikolas Vogel, österreichischer Schauspieler und Kameramann (* 1967)
- 29. Juni: Vladimír Leraus, tschechischer Schauspieler (* 1905)

### Juli bis September
Juli

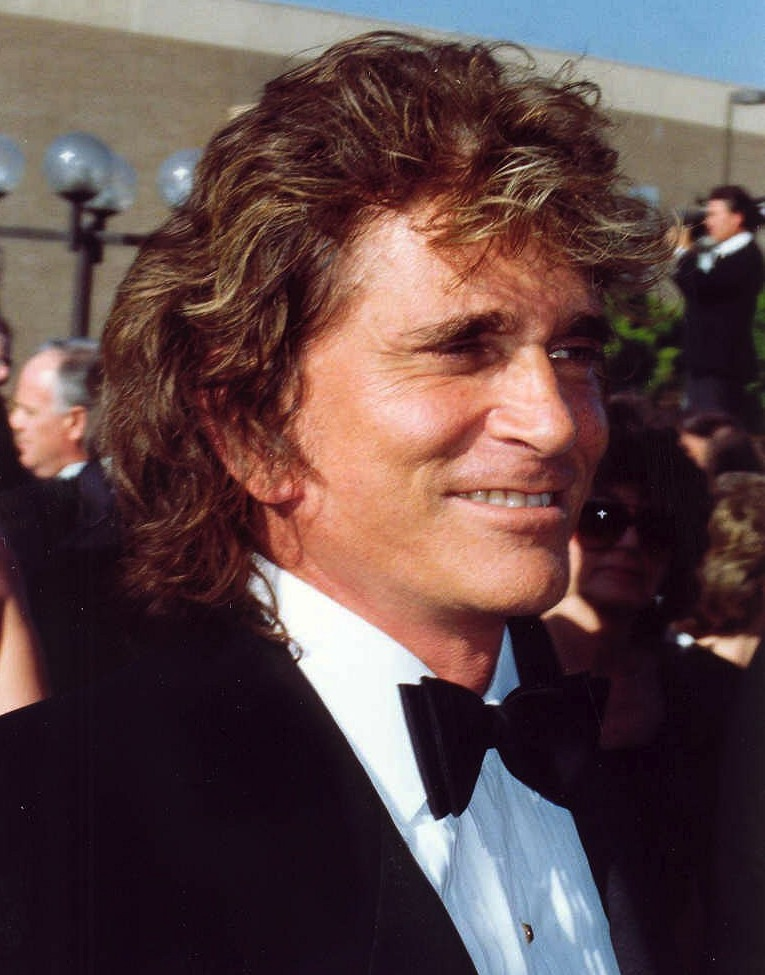
Michael Landon (1936–1991)

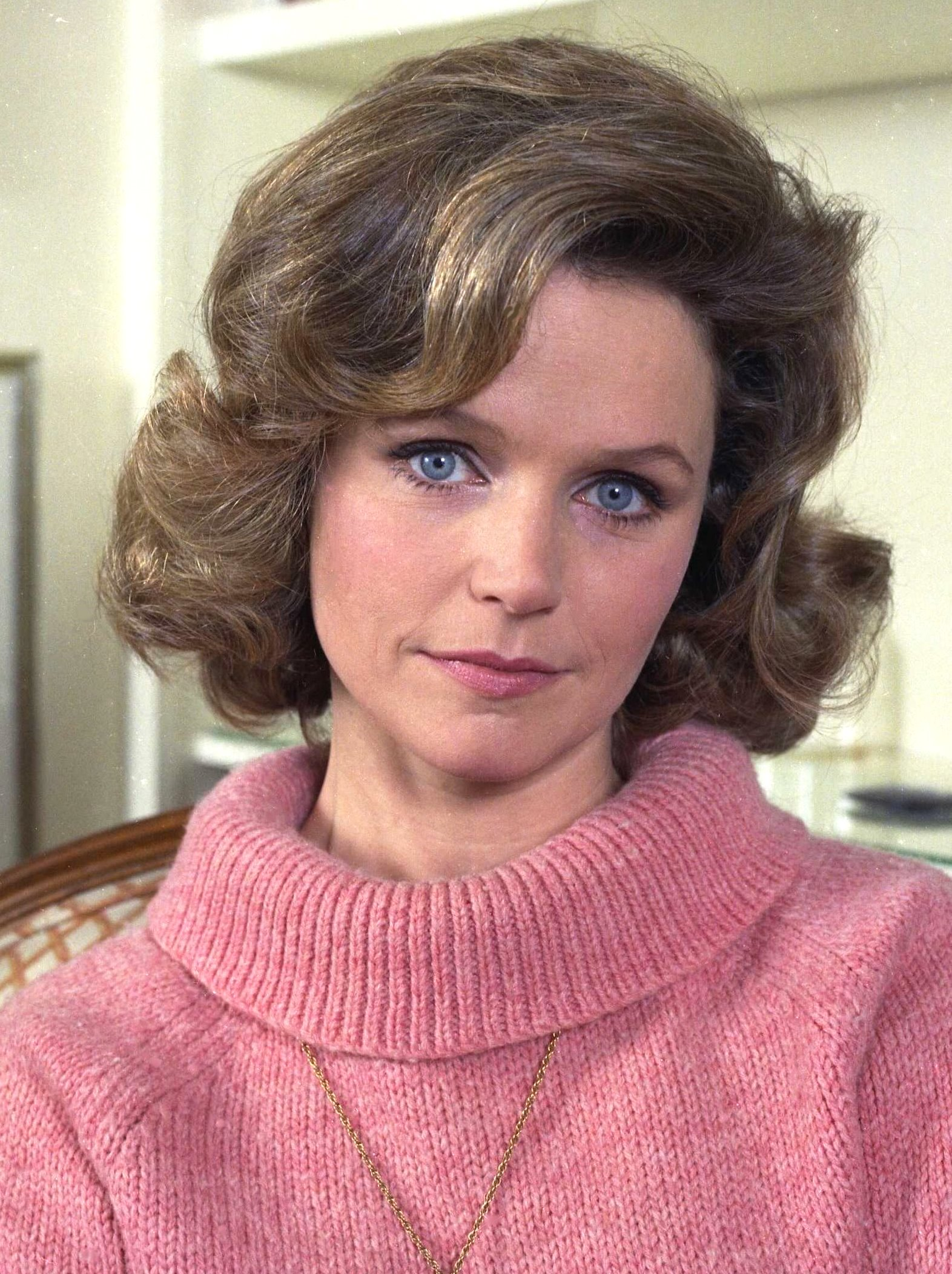
Lee Remick (1935–1991)

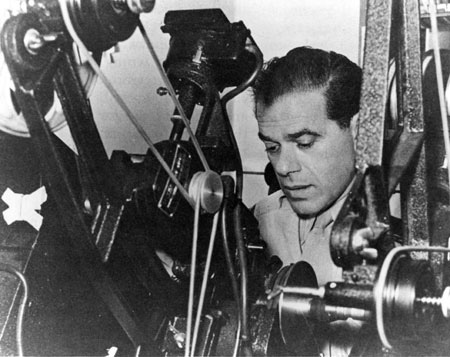
Frank Capra (1897–1991)

- 01. Juli: Michael Landon, amerikanischer Schauspieler (* 1936)
- 02. Juli: Lee Remick, US-amerikanische Schauspielerin (* 1935)
- 05. Juli: Mildred Dunnock, US-amerikanische Schauspielerin (* 1901)
- 06. Juli: Thorley Walters, britischer Schauspieler (* 1913)
- 08. Juli: James Franciscus, US-amerikanischer Schauspieler (* 1934)
- 08. Juli: Lotte Palfi-Andor, deutsche Schauspielerin (* 1903)
- 10. Juli: Gerome Ragni, US-amerikanischer Schauspieler (* 1942)
- 11. Juli: James McCallion, US-amerikanischer Schauspieler (* 1918)
- 12. Juli: Willi Schwabe, deutscher Schauspieler, Sänger und Moderator (* 1915)
- 17. Juli: Werner Hausmann, Schweizer Schauspieler, Fernsehmoderator, Autor, Hörspielregisseur und -sprecher (* 1901)
- 18. Juli: Bruno Mondi, deutscher Kameramann (* 1903)

August
- 07. August: Kalina Jędrusik, polnische Sängerin und Schauspielerin (* 1931)
- 16. August: Luigi Zampa, italienischer Regisseur (* 1905)
- 18. August: David Gale, britischer Schauspieler (* 1936)
- 22. August: Colleen Dewhurst, kanadische Schauspielerin (* 1924)

September
- 03. September: Jean Bourgoin, französischer Kameramann († 1913)
- 03. September: Frank Capra, US-amerikanische Filmregisseur (* 1897)
- 03. September: Falk Harnack, deutscher Regisseur (* 1913)
- 04. September: Tom Tryon, US-amerikanischer Schauspieler und Schriftsteller (* 1926)
- 07. September: Ben Piazza, US-amerikanischer Schauspieler (* 1934)
- 08. September: Brad Davis, US-amerikanischer Schauspieler (* 1949)
- 10. September: Michel Soutter, schweizerischer Regisseur (* 1932)
- 13. September: Joe Pasternak, ungarisch-amerikanischer Produzent (* 1901)
- 20. September: Irén Sütő, ungarische Schauspielerin (* 1926)
- 27. September: Oona O’Neill, US-amerikanische Schauspielerin, vierte Ehefrau von Charlie Chaplin (* 1925)
- 21. September: Angelo Rossitto, US-amerikanischer Schauspieler (* 1908)
- 28. September: Helga Sommerfeld, deutsche Schauspielerin (* 1941)

### Oktober bis Dezember
Oktober

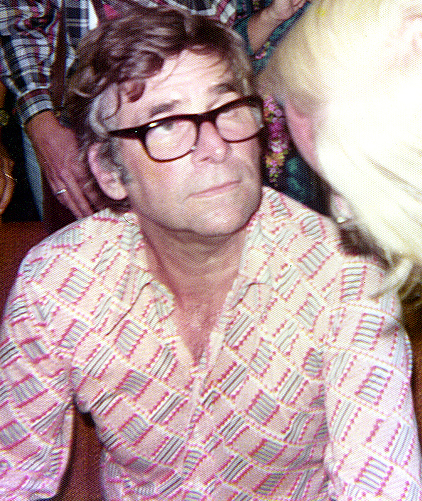
Gene Roddenberry (1921–1991)

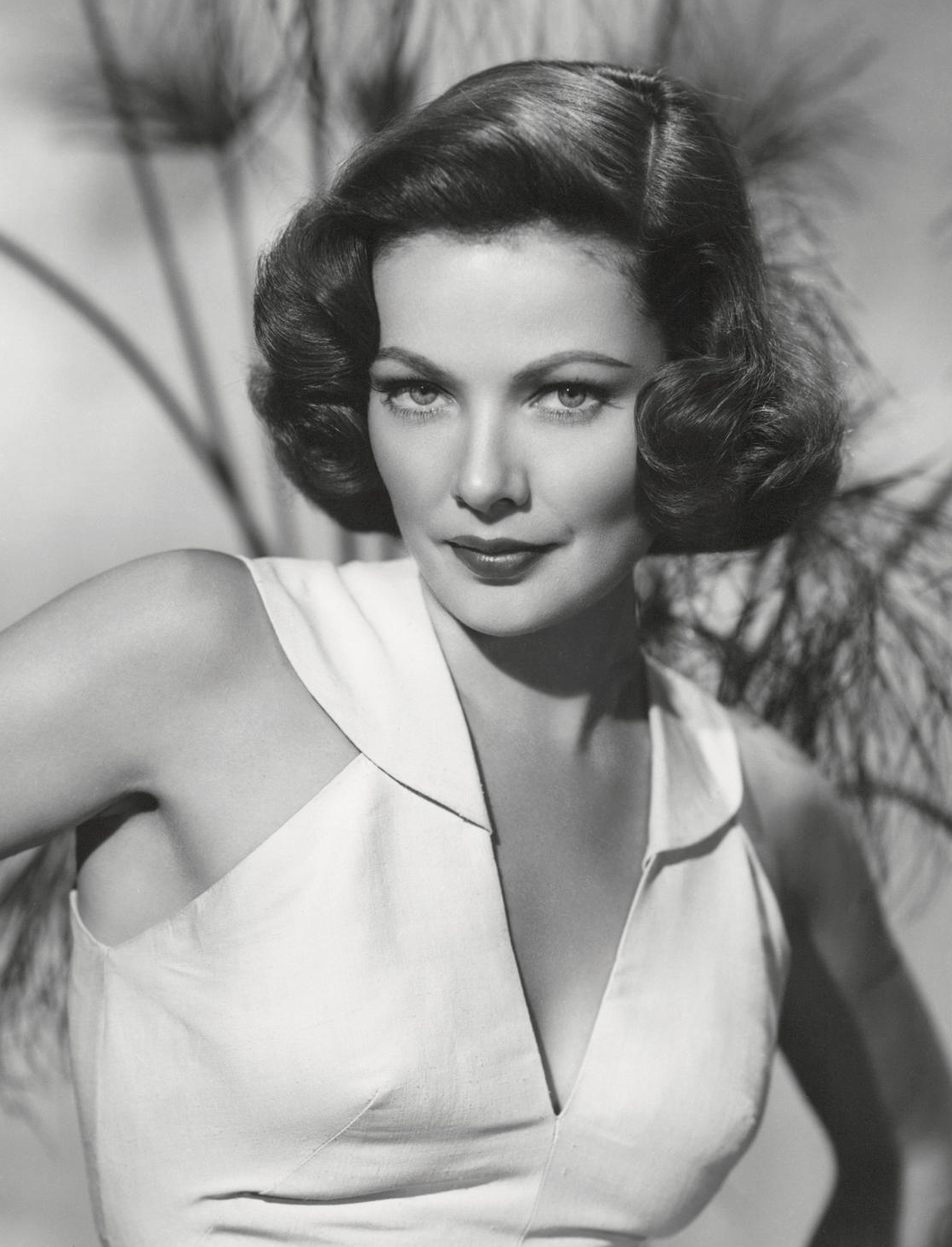
Gene Tierney (1920–1991)

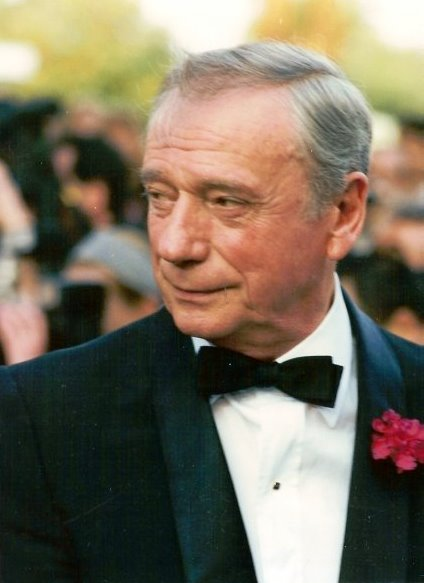
Yves Montand (1921–1991)

- 09. Oktober: Thalmus Rasulala, US-amerikanischer Schauspieler (* 1939)
- 12. Oktober: Anton Färber, deutscher Schauspieler (* 1906)
- 12. Oktober: Aline MacMahon, US-amerikanische Schauspielerin (* 1899)
- 12. Oktober: Regis Toomey, US-amerikanischer Schauspieler (* 1898)
- 21. Oktober: Frank Barufski, deutscher Schauspieler und Moderator (* 1905)
- 22. Oktober: Joy Harington, britische Schauspielerin und Produzentin (* 1914)
- 24. Oktober: Gene Roddenberry, US-amerikanischer Drehbuchautor und Produzent (* 1921)
- 26. Oktober: Henry Wilson Allen, US-amerikanischer Schriftsteller und Drehbuchautor (* 1912)
- 27. Oktober: Franz Kutschera, österreichischer Schauspieler und Regisseur (* 1909)
- 27. Oktober: Andrzej Panufnik, polnischer Komponist (* 1914)
- 29. Oktober: John DeCuir, US-amerikanischer Szenenbildner und Artdirector (* 1918)

November
- 02. November: Irwin Allen, US-amerikanischer Produzent (* 1916)
- 02. November: Hannes Messemer, deutscher Schauspieler (* 1924)
- 03. November: Roman Wilhelmi, polnischer Schauspieler (* 1936)
- 05. November: Fred MacMurray, US-amerikanischer Schauspieler (* 1908)
- 06. November: Gene Tierney, US-amerikanische Schauspielerin (* 1920)
- 09. November: Yves Montand, französischer Schauspieler (* 1921)
- 15. November: Tony Richardson, britischer Regisseur (* 1928)
- 19. November: Reggie Nalder, österreichischer Schauspieler (* 1907)
- 20. November: Helga Hahnemann, deutsche Entertainerin, Kabarettistin, Sängerin und Schauspielerin (* 1937)
- 21. November: Daniel Mann, US-amerikanischer Regisseur (* 1912)
- 22. November: Imai Tadashi, japanischer Regisseur (* 1912)
- 23. November: Klaus Kinski, deutscher Schauspieler (* 1926)
- 24. November: Anton Furst, US-amerikanischer Szenenbildner (* 1944)
- 24. November: Freddie Mercury, britischer Musiker (* 1946)
- 29. November: Ralph Bellamy, US-amerikanischer Schauspieler (* 1904)
- 30. November: Hans Lietzau, deutscher Schauspieler und Regisseur (* 1913)
- 30. November: Erna Sander, deutsche Kostümbildnerin (* 1914)

Dezember
- 12. Dezember: Eleanor Boardman, US-amerikanische Schauspielerin (* 1898)
- 13. Dezember: Jan Hendriks, deutscher Schauspieler (* 1928)
- 19. Dezember: Paul Maxwell, kanadischer Schauspieler (* 1921)
- 25. Dezember: Curt Bois, deutscher Schauspieler (* 1901)
- 25. Dezember: Orane Demazis, französische Schauspielerin (* 1894)
- 26. Dezember: Arturo Gemmiti, italienischer Dokumentarfilmregisseur (* 1909)